# Grande synagogue de Łódź (1887-1939)
Pour les articles homonymes, voir Grande synagogue.
Avant la Seconde Guerre mondiale, il existait à Łódź, compte tenu de l'importante population juive de la ville, plusieurs synagogues importantes et de nombreux autres lieux de prière juifs. La Grande synagogue de Łódź, aussi désignée synagogue réformée de Łódź, située au 2 Spacerowa (maintenant 2 boulevard Kosciuszko) et inaugurée en 1887, sera détruite comme la plupart des autres lieux de culte juifs de Łódź, par les Allemands en novembre 1939, peu de temps après leur invasion de la Pologne.

## Histoire de la communauté juive progressiste de Łódź
La ville de Łódź est une ville récente qui s'est développée énormément au cours du XIXe et XXe siècle. La communauté juive de Łódź, qui était avant la Seconde Guerre mondiale la seconde en Europe a suivi la même trajectoire. En 1807, on ne compte à Łódź que 430 habitants dont 55 Juifs. Un siècle plus tard, en 1909, la ville a une population totale de 393 500 habitants dont 88 200 Juifs. Au début de la Seconde Guerre mondiale, la communauté juive représente 230 000 personnes, soit 40 % de la population totale
Dans un premier temps, les Juifs s'installent au centre de la vieille ville, autour de Stary Rynek (place du Vieux Marché). C'est le seul quartier où ils ont l'autorisation de s'installer par un décret russe de 1827. Cette interdiction perdure, à quelques exceptions près jusqu'en 1862.
Comme dans de nombreuses autres villes polonaises, il existe dès la première moitié du XIXe siècle, un groupe croissant de Juifs progressistes, partisan de la Haskala composé principalement d'hommes d'affaires riches et instruits qui rompt avec la tradition orthodoxe et désire célébrer le culte à sa manière. Ce groupe très influent se voit autoriser certaines pratiques refusées aux orthodoxes, comme la liberté de se vêtir selon son choix. Pour cette raison, les Juifs orthodoxes leur sont hostiles, et méprisent leurs femmes qui ne peuvent pas se rendre, à cause de leur tenue, dans certains quartiers orthodoxes sans être montrées du doigt, insultées voire agressées.  
Le 13 février 1848, les personnalités les plus influentes parmi les Juifs progressistes, Icek Zajdeman, Ludwik Mamroth, Dawid Lande, Moryc Zand, Samuel Lande, Jakub Boehm, Dr Manes Goldratz, Lomnitz, Jozef Weyland et Jozef Zand déposent une plainte auprès des autorités gouvernementales. Dans cette plainte, ils accusent les dirigeants de la synagogue orthodoxe, Lejzer Berger, Icek Birencwajg et Jaub Horonczyk, d'opprimer les Juifs progressistes avec des charges financières exorbitantes, et les Hassidim, qui fréquentent la synagogue, de harcèlement et de persécution en raison de leur tenue vestimentaire et du fait qu'ils envoient leurs enfants à l'école secondaire. À la suite de cette plainte, les autorités de la ville de Łódź procèdent en novembre de la même année à une perquisition. En fin de compte, un jugement est émis indiquant qu'en cas de récidive, les coupables seront punis par le gouvernement de la ville. 
Simultanément à la plainte déposée par les Juifs progressistes, les Juifs orthodoxes lancent leur propre contre-offensive. Szmul Jechezkiel Saltzman, un des plus riches commerçants de la ville, mais un hassid, demande que la lecture de la Torah soit payante pour les Juifs progressistes, et pour cette raison, il met sous scellés le rouleau de Torah.
Saltzman dont l'opinion est très appréciée des autres juifs orthodoxes, refuse de négocier avec Israel Weyland, qui cherchait à parvenir à un accord sur les paiements. À la suite de l'intervention du bourgmestre de la ville, le rouleau de Torah est descellé, mais en contre-partie, les progressistes acceptent de payer une redevance pour son utilisation.
Mais la situation va rester tendue entre progressistes et orthodoxes, si bien que les autorités municipales autorisent officiellement les progressistes à ouvrir leur propre lieu de culte, sous réserve que les revenus de la synagogue orthodoxe, représentée par Salzman ne soit pas réduits. Aux yeux des autorités, le fait que deux tendances religieuses partagent le même lieu de culte, s'avère problématique et risque de conduire à des malentendus, voire des incidents.  
En 1840, il existait déjà une synagogue pour les Juifs progressistes, mais leur nombre augmentant au fil des ans, celle-ci était devenue rapidement insuffisante. Très peu d'informations nous est parvenu sur cette synagogue qui devait être très modeste et qui ne répondait plus aux aspirations de la bourgeoisie juive de Łódź. Aussi, dès les années 1860, la construction d'une nouvelle synagogue est envisagée

## Construction de la Grande synagogue
Les conflits entre les deux courants opposés du judaïsme vont continuer à empoisonner la vie religieuse des Juifs de Łódź, si bien qu'en 1866, la communauté réformée demande aux autorités de la ville l'autorisation de construire sa propre synagogue dans la moitié sud de la section 335, de la ville, qui s'étend de la rue Polnocna à la rue Srednia. Cette demande est refusée par le gouvernement de la ville de Łódź, mais il lui est proposé un emplacement au 307 de la rue Polnocna. Cet emplacement n'étant pas adapté aux besoins croissants de la population juive riche, celle-ci, vers 1880, décide d'utiliser pour les offices une synagogue privée située rue Zachodnia.
Au début de 1880, le comité de construction demande officiellement au conseil municipal l'autorisation de construire une nouvelle synagogue. Ce comité est composé des sept commerçants, industriels et propriétaires juifs les plus riches de Łódź. Dans une convention, ils déclarent qu'en raison de leurs coreligionnaires fanatiques, ils ne peuvent pas exercer leur pratique religieuse dans la ville de Łódź et ont donc décidé de construire une nouvelle synagogue séparée avec leur propre argent. À la signature de cette convention, chacun des membres verse alors la somme de 14 000 roubles pour l'achat du terrain. Leur objectif est que le reste des coûts soit couvert par les recettes et la vente des bancs de la synagogue. Le bourgmestre de Łódź de l'époque appuie cette initiative et envoie un rapport au gouverneur Piotrowski demandant ue réponse positive. 
Peu après, le comité est élargi et comprend alors I. Poznanski, Sz. Heyman, J. Sachs, A. Baruch, I. Birnbaum, J. Silberstein, H. Wulfsohn et Izydor Kempinsky. Jakub Graff est nommé secrétaire. Le 11 avril 1880, Piotrowski décide que la question dépasse ses pouvoirs et transmet la demande au gouverneur général de Varsovie, soulignant qu'une nouvelle synagogue peut avoir une grande influence sur la réduction du fanatisme au sein du milieu juif. Ce dernier juge que l'affaire peut être traitée dans le cadre des compétences du gouvernement de Piotrków. L'accord est finalement donné officiellement en juin 1880. 
La nomination de I. Poznanski à la direction du comité, grâce à l'arrivée de plusieurs représentants de la classe moyenne, améliore considérablement la capacité financière du comité, ce qui va permettre de changer l'emplacement de la future synagogue.    
Le comité retient alors pour la construction de la synagogue, l'architecte allemand Adolf Wolff qui s'est spécialisé dans les synagogues et qui possède déjà comme référence l'édification de celles de Nuremberg (1868), d'Ulm (1873), d'Heilbronn (1877), de Carlsbad (1877) et une construite selon les plans de Gustav Breymann, à Stuttgart (1859-1861). Cependant dans les archives de la ville de Łódź, les plans retrouvés, datés du 27 mars 1881 sont signés par l'architecte de la ville, Hilary Majewski (1834-1892) en tant que concepteur des plans et responsable de la construction. Les historiens pensent que la raison de cette appropriation est probablement due au fait que la réglementation russe exige des autorisations appropriées pour la conception des bâtiments construits dans l'Empire russe. Wolff, architecte allemand ne possède pas les approbations nécessaires et a dû faire appel à l'architecte de la ville pour que les documents et les plans soient conformes aux lois russes applicables. Celui-ci a donc envoyé les plans aux autorités comme étant les siens. Ce qu'il a fait aussi pour une multitude d'autres bâtiments de la ville de Łódź. 
La construction de la nouvelle synagogue débute finalement, en mai 1881 et le 5 juin la première pierre est posée. Les travaux sont réalisés par John Steck, entrepreneur à Łódź, assisté de l’architecte Julius Jung (1837-1916), qui modifiera sensiblement la forme finale de la synagogue par rapport aux plans initiaux, d'autant plus aisément que le concepteur original, Adolf Wolff, est décédé pendant la construction.  
Au départ, les travaux sur le bâtiment se déroulent à un rythme soutenu, mais ceux-ci vont être interrompus à cause de problèmes d’argent, qui empêcheront leur achèvement. Extérieurement, le bâtiment est terminé, mais il va manquer le financement pour compléter l'intérieur. Le budget manquant est dû à la crise au début des années 1880 qui frappe l'industrie de Łódź. En 1884 les travaux sont arrêtés faute d'argent. On estime vers le milieu de l'année 1885, qu'il manque environ 50 000 roubles pour terminer la synagogue. Comme le rapporte le Journal de Łódź, cela provoque railleries et dérision pour ces Juifs riches incapables de terminer leur synagogue.
Finalement, en 1887, les travaux peuvent reprendre après que le reste de l'argent a été récolté. Les dons de nombreux habitants de Łódź et de Varsovie apportent un soutien supplémentaire.  
Le terrain est entouré d'une clôture de fer et l'achèvement de l'intérieur  commence. La synagogue est officiellement inaugurée le 15 septembre 1887 par une cérémonie solennelle. L'acte notarié, qui rend la synagogue juridiquement indépendante de la communauté juive de Łódź, est signé le 23 septembre. Toutes les personnalités éminentes de Łódź sont présentes. La synagogue est décorée de fleurs et des drapeaux sont accrochés à la clôture en fer. Selon la loi, la synagogue appartient à l'Association des fidèles de la synagogue, dirigée par Israel Poznanski. Les sommes collectées par les membres les plus riches de cette communauté se sont élevées finalement à 225 000 roubles. Après six ans et de grandes difficultés, la synagogue est maintenant terminée.

## Description de la synagogue
La synagogue est construite sur le modèle d'une église chrétienne selon un plan pseudo-basilical à trois nefs avec un transept. À l'est, les nefs se terminent par des absides, une grande au centre et deux plus petites de chaque côté. Ce schéma rappelle les basiliques romanes de France, de même que la forme extérieure de l’architecture rappelle l’art roman, associé à des éléments classiques. 
L'entrée principale, dans la partie centrale de la façade principale, en avant-corps, se compose de deux ouvertures à arc en plein cintre, séparées par un petit pilier. Située légèrement en hauteur par rapport au niveau du terrain, on y accède par un escalier d'une dizaine de marches. Au-dessus se trouve une grande fenêtre voûtée et fermée, surmontée par un fronton triangulaire. La partie avant de la synagogue est couronnée d'une tour imposante à huit côtés légèrement en retrait, couronnée d'un dôme. De petites tourelles à dômes sont situées également aux coins de la partie centrale de la façade, ainsi qu'au-dessus des deux tours latérales de la façade avant et sur les absides latérales à l'arrière de la synagogue. En tout, le bâtiment compte sept dômes, mais la synagogue est dominée par le dôme central à l'avant. Sur les côtés se trouvent des contreforts et des ouvertures de fenêtres, entourés de frises d'arcades semi-circulaires. 
L'intérieur de la synagogue est construit dans un style mauresque-byzantin. Les murs et les voûtes sont décorés de peintures murales de couleurs vives et de riches mosaïques de caractère oriental. Les vitraux sont peints pour rendre l'intérieur plus vivant. La galerie pour femmes au premier étage, qui fait le tour de la synagogue sur trois côtés, est soutenue par des arcades. L'Arche Sainte, située dans le renfoncement de l’abside principale, est installée dans une niche richement ornée et surmontée d’un dôme. La bimah se trouve sur une estrade devant l'Arche Sainte et est entourée d'une balustrade la séparant de la nef.  
Le travail de la pierre a été réalisé par Anthony Urbanowski de Łódź et Czykorskiego de Varsovie. Le stucage à l'extérieur est l'oeuvre de la société "Schulz and Pappaport", et à l'intérieur de P. Pleszke. "Otto et Scholz" a réalisé les toitures de la synagogue. Les éléments de la menuiserie, tels que les bancs et les portes, sont issus des ateliers de Kammerer et Witman, tandis que les sculptures sur bois ont été exécutées par Knorr. La société Patricio de Varsovie a réalisé les mosaïques au sol. La barrière en fer vient de Konstadt et est l'œuvre de K. Schubowski. La majeure partie de l'intérieur a été réalisée par des entreprises locales et de Varsovie. La principale contribution à la construction de la synagogue provient d'Israel Poznanski, responsable de tous les métaux ferreux, tels que les colonnes, les garde-corps, les radiateurs et l’éclairage. Les fenêtres colorées sont l'oeuvre de Markus Silberstein et Barcinski Bimabumow.
Comparaison entre les plans dessinés par Adolf Wolff et des photos de la synagogue construite

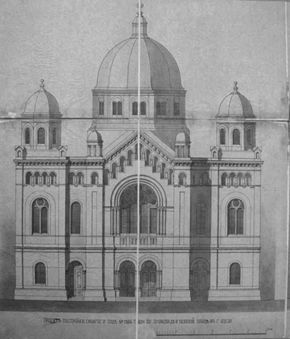
Plan de la façade dessiné par Adolf Wolff, mais signé par Hilary Majewski
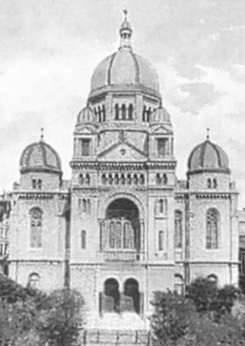
La façade de la synagogue telle que réalisée
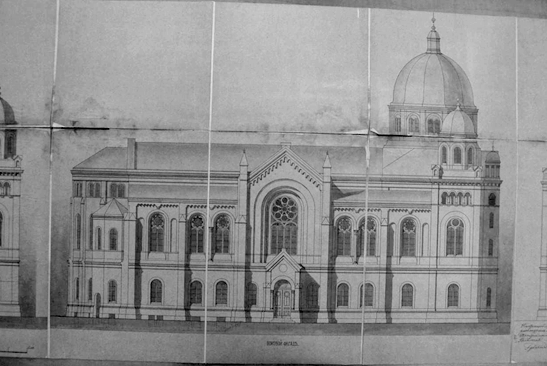
Plan latéral dessiné par Adolf Wolff, mais signé par Hilary Majewski
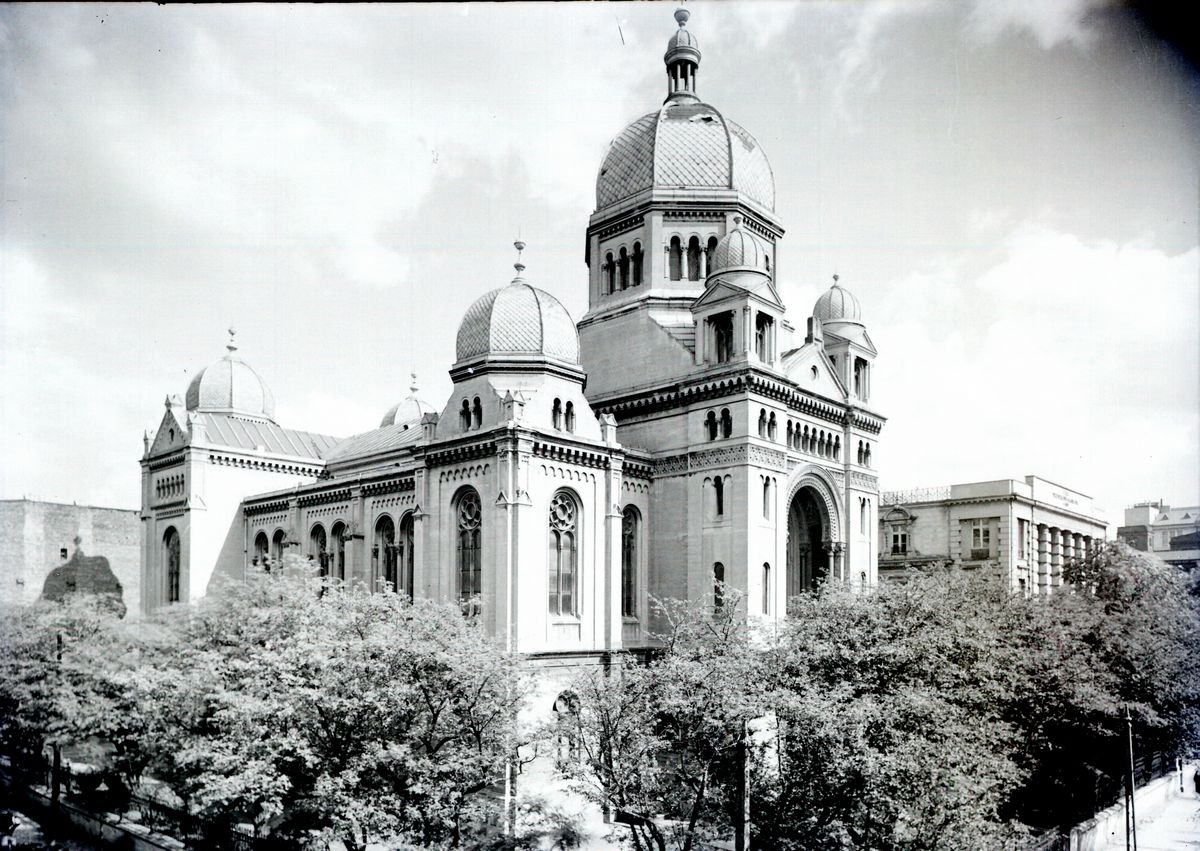
Vue permettant de constaté les modifications apportées par rapport au plan original

Plans des étages tels que dessinés par Adolf Wolff et soumis au gouvernement
Ne correspondent pas aux plans finaux

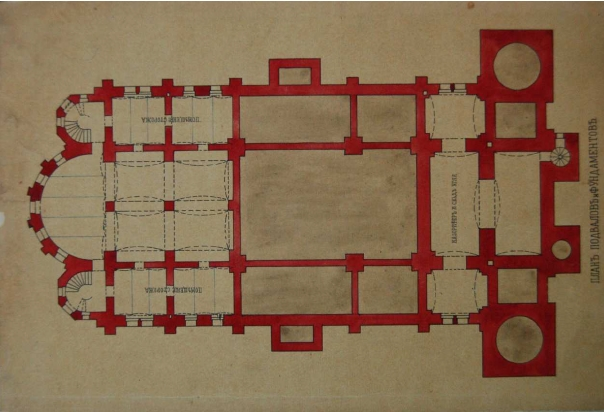
Plan du sous-sol
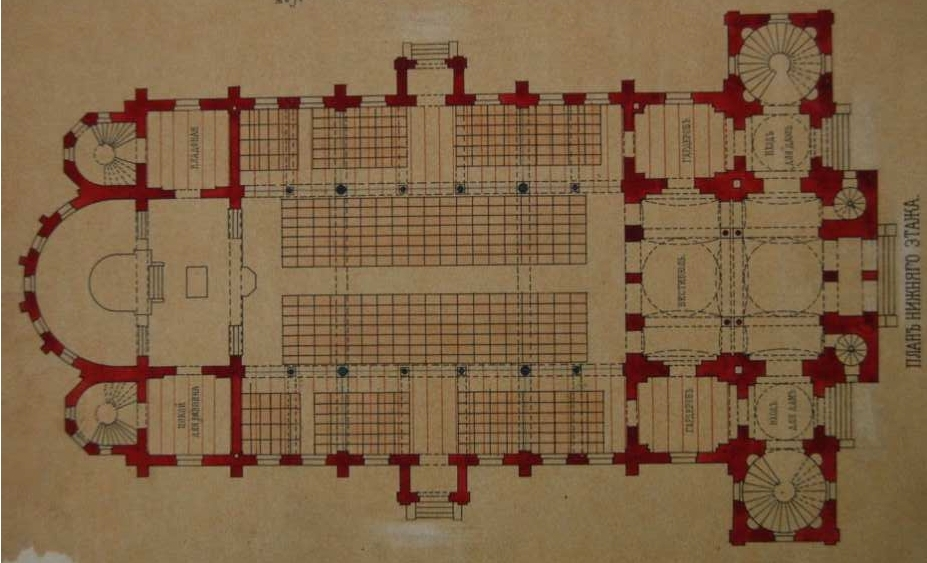
Plan du rez-de-chaussée
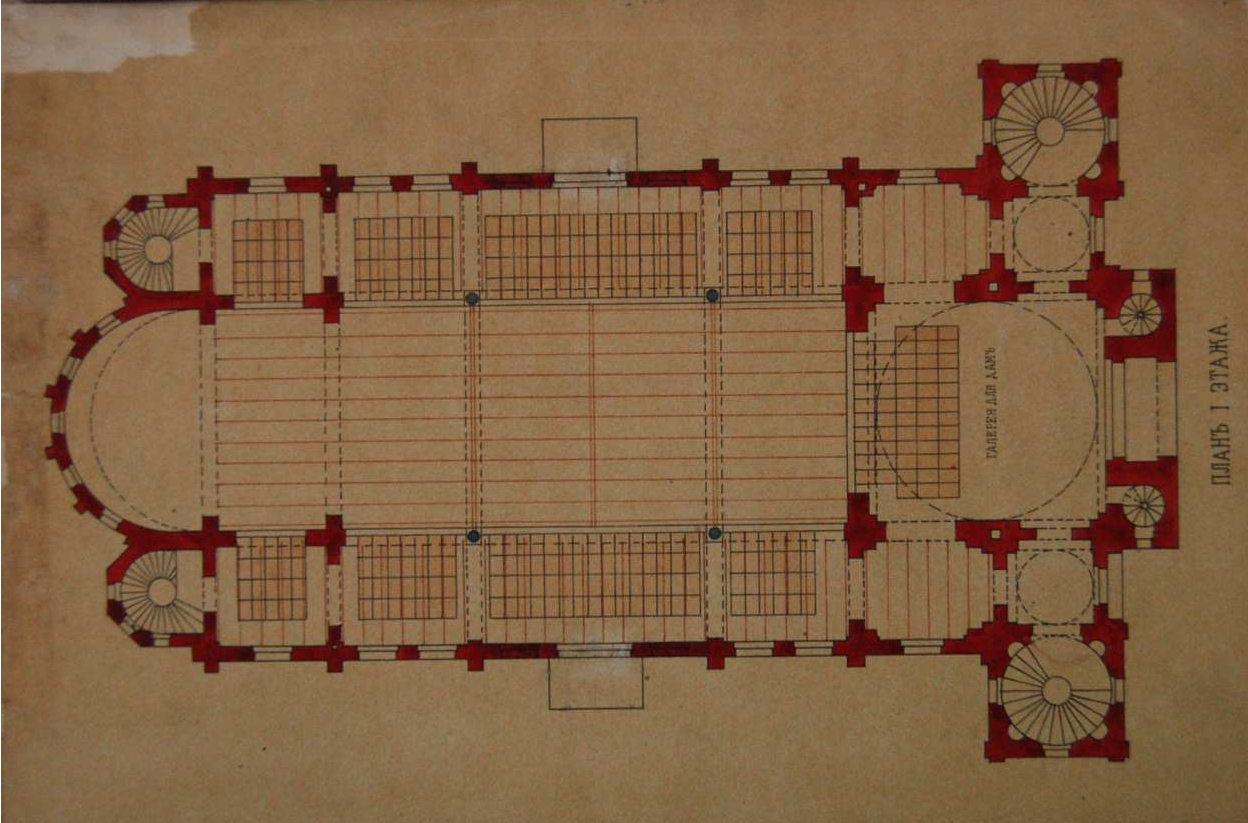
Plan du premier étage

On ignore les raisons pour lesquelles la construction de la synagogue s’écarte tellement des plans de soumission élaborés par Adolph Wolff. Stefan Schiller dans sa thèse Die virtuelle Rekonstruktion der Synagoge – „ul. Spacerowa 2“ – in Lodz (Polen) a relevé les différences dans la structure extérieure du bâtiment entre les plans originaux de Wolff et des photos de la synagogue construite.
Sur la façade principale, côté ouest, on constate  que le bâtiment a été considérablement repensé. Sur la partie centrale, le triangle du pignon est réduit, les deux tours de chaque côté du pignon ont été surélevées de sorte que leur dôme est maintenant plus haut que les deux dômes aux extrémités de la façade qui eux ont été rabaissés. Le tambour supportant le dôme principal, initialement prévu dodécagonal a été transformé en un octogone et a été rehaussé de façon que le dôme central soit nettement plus imposant.
De modifications importantes ont été réalisées également sur la partie orientale de la synagogue, mais Stefan Schiller n'a pu trouver aucune photo d'archives de la face arrière du bâtiment. Seules des photos latérales permettent  d'imaginer ces changements. Le transept initialement prévu au centre de la nef a été déplacé à l'arrière de la synagogue juste devant l'abside centrale. Également deux tours élancées couronnées de dômes octogonaux qui n'étaient pas prévues dans les plans d'origine ont été construites au-dessus des absides latérales. 

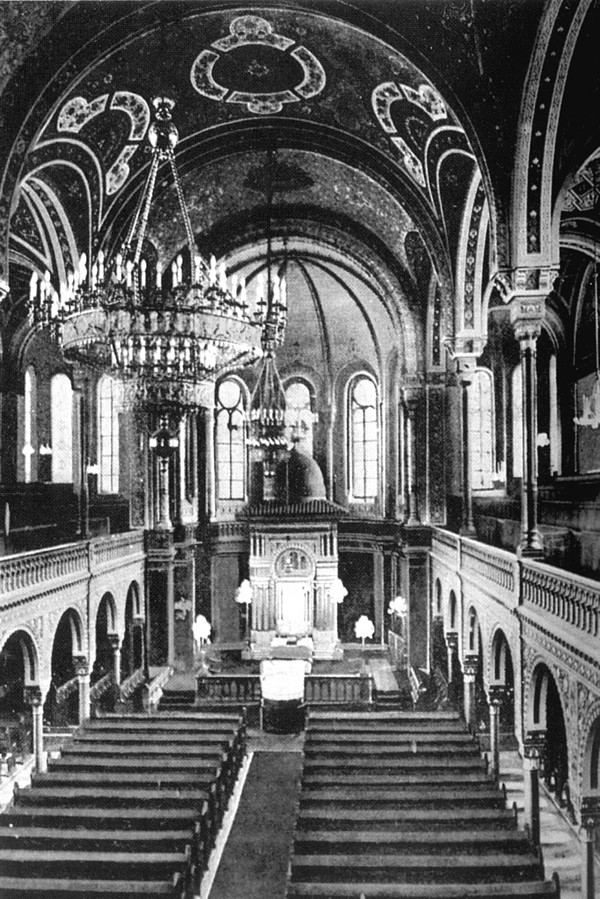
Intérieur de la synagogue – vue générale. Photo de Bronisław Wilkoszewski (1847-1901)
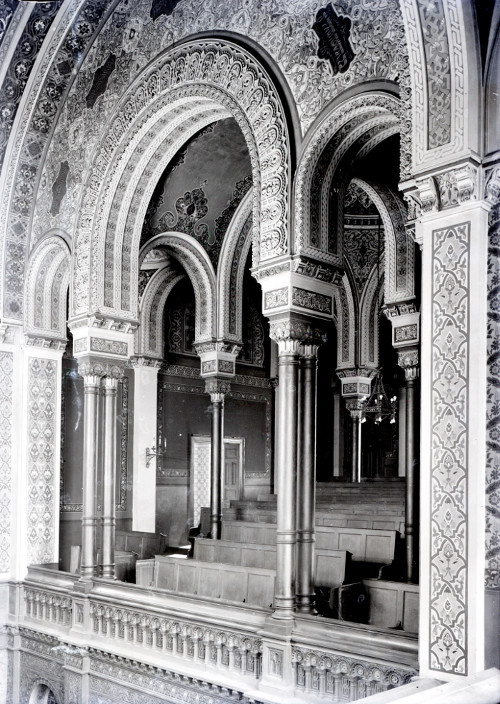
Détail de la galerie des femmes. Photo de Włodzimierz Pfeiffer (1890-1941)
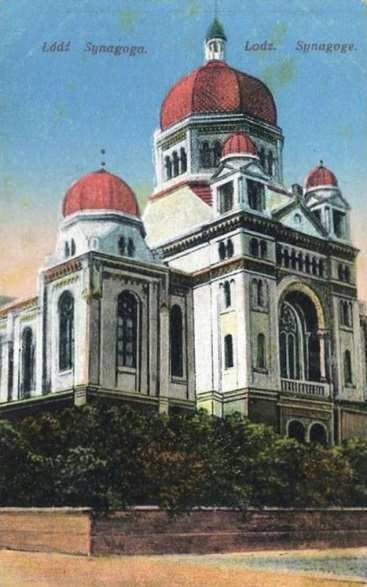
Carte postale colorisée de la synagogue (1915)
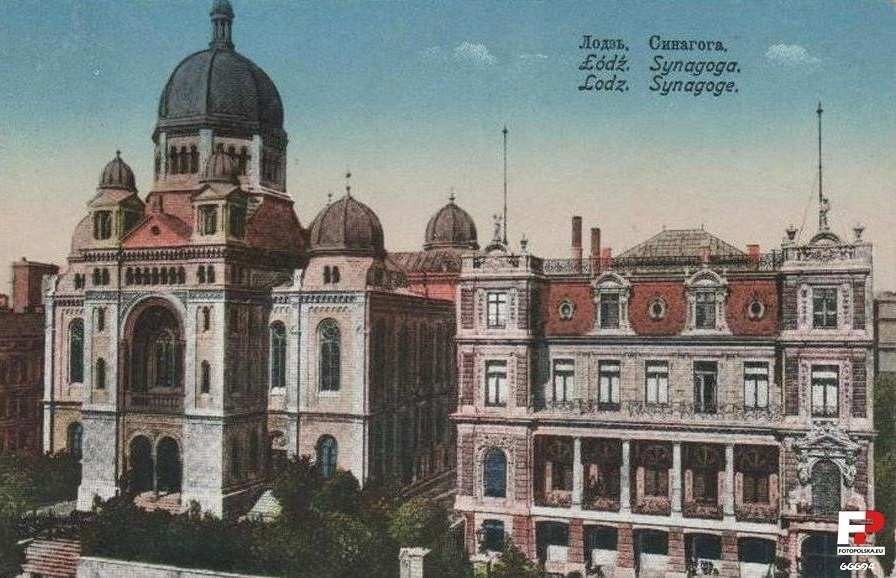
Carte postale colorisée de la synagogue et le palais Hertz (1915)
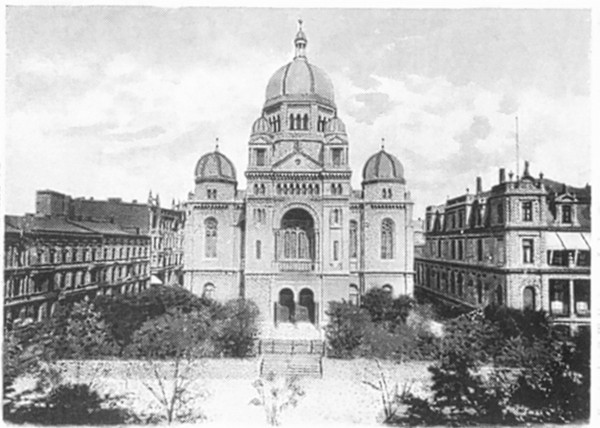
Vue de la façade de la synagogue

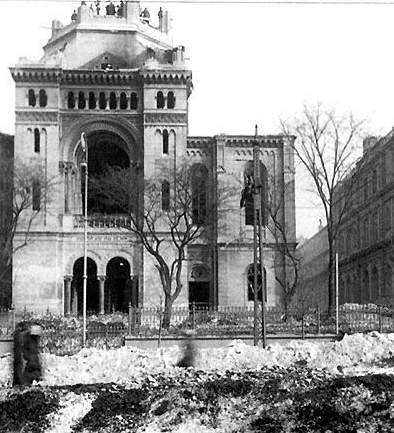
La synagogue détruite en 1939 avant d'être rasée

## La destruction de la synagogue

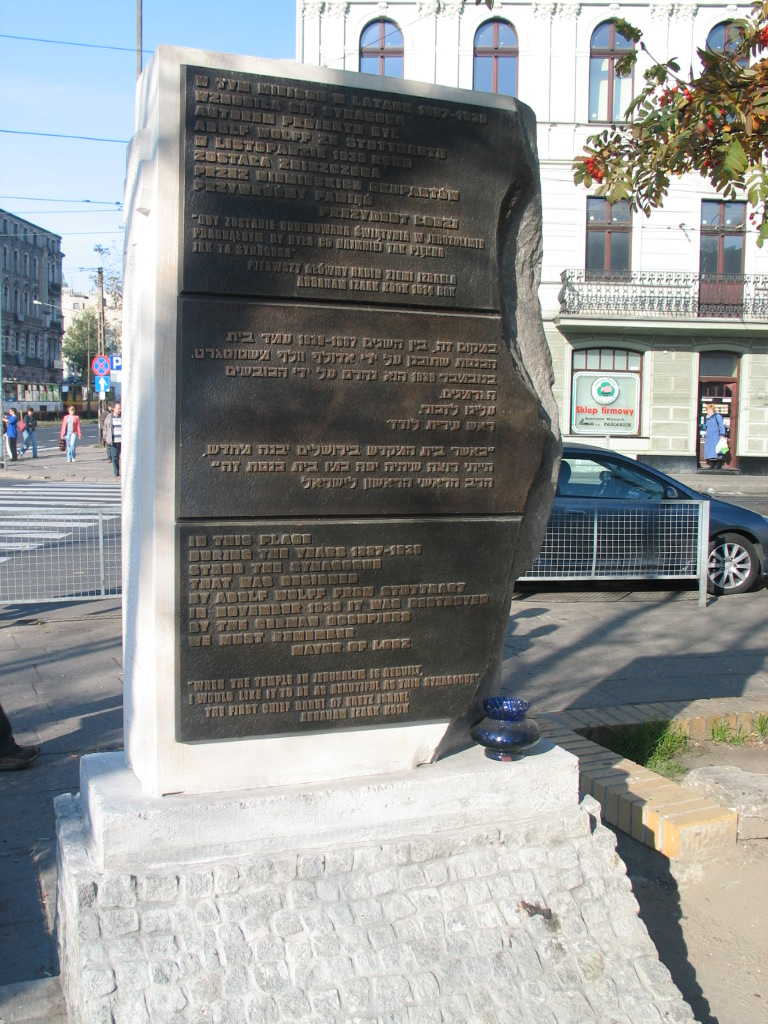
Stèle rappelant la Grande synagogue

En 1914, lors de manœuvre militaire, une grenade allemande explose  au 6 rue Zielona, à proximité immédiate de la synagogue. La puissance de l'explosion et les éclats causent d’énormes dégâts au bâtiment,  notamment le bris des fenêtres, des dommages à la toiture, de chutes de plâtre des murs intérieurs et d'une partie de l'Arche Sainte. 
Au début de la Seconde Guerre mondiale, l'Allemagne envahit la Pologne. Łódź est prise en octobre 1939, et dès novembre 1939, l'armée allemande incendie les synagogues de la ville dont la veille synagogue et la grande synagogue.
La démolition de l'édifice a lieu au printemps 1940. Plus tard, des tranchées sont creusées dans cet espace libéré.
Aujourd'hui, à l'emplacement de l'ancienne synagogue se trouve un parking et une stèle y rappelle l'existence de la synagogue.